# تیپ کاغذ

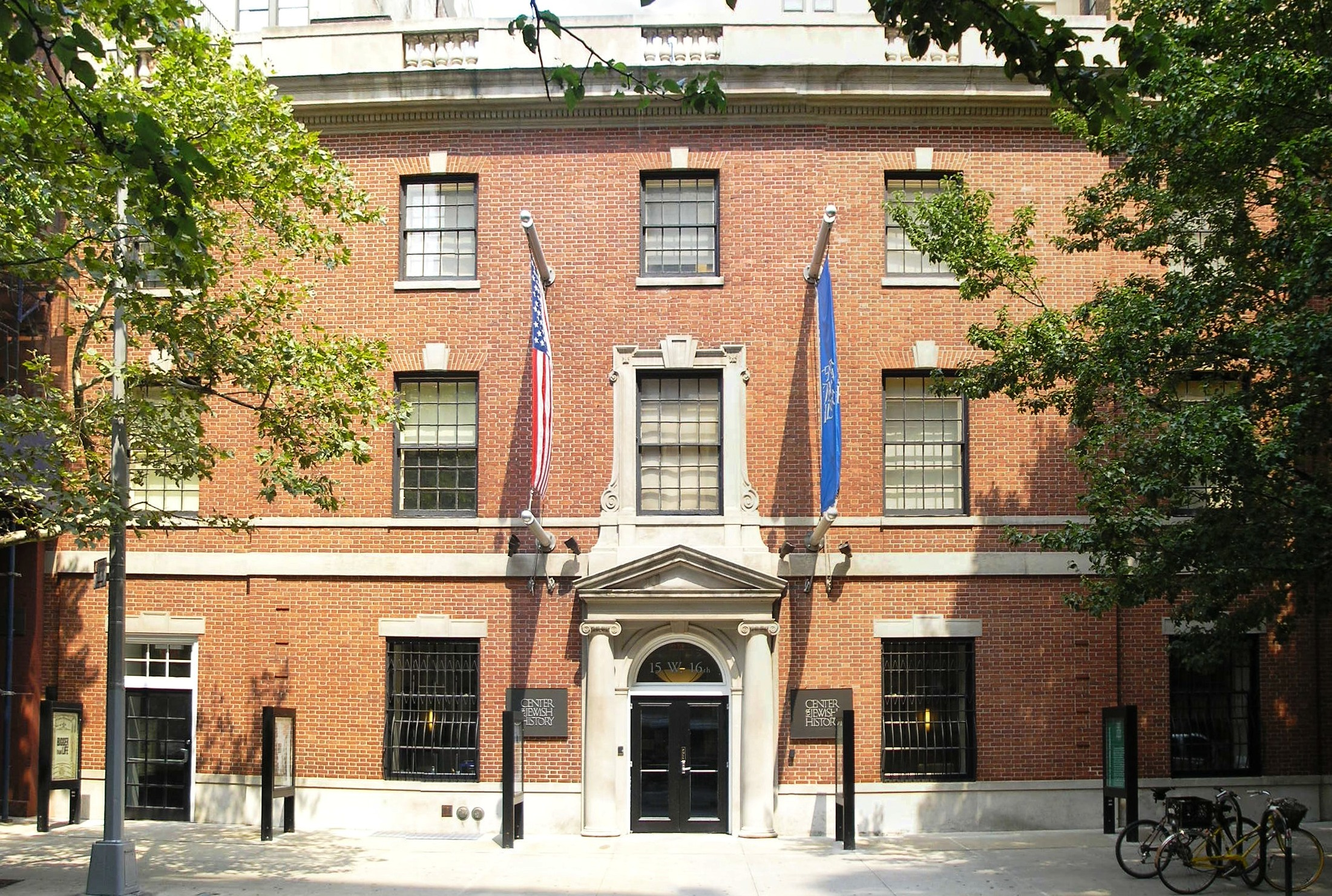
مقر کنونی YIVO، که بایگانی آن توسط تیپ کاغذ نجات داده شد.

تیپ کاغذ عنوان گروهی از ساکنان گتو ویلنا بود که با پنهان کردن انبوهی از اقلام فرهنگی یهودیان در YIVO (مؤسسه علمی ییدیش)، آن‌ها را از ویرانی یا دزدیده شدن توسط آلمان نازی نجات داد. این گروه در سال ۱۹۴۲ تأسیس و به سرپرستی آبراهام ساتزکور و شمرکه کاچرگینسکی، کتاب‌ها، نقاشی‌ها و مجسمه‌ها را پنهان از چشم محافظان نازی قاچاق کرده و در مناطق مختلف گتو و اطراف آن پنهان می‌کردند. پس از برچیده شدن گتو، اعضای بازمانده این گروه برای پیوستن به پارتیزان‌های یهودی فرار کردند و سرانجام پس از آزادی شهر توسط نیروهای شوروی به ویلنا بازگشتند. آثار بازیابی شده برای تأسیس موزه یهودیان ویلنا مورد استفاده قرار گرفتند و سپس به صورت قاچاق به ایالات متحده منتقل شدند؛ جایی که در آن YIVO در طی دهه ۱۹۴۰ دوباره مستقر شد. کشف مخازن پنهان شده در اوایل دهه ۱۹۹۰ در ویلنا ادامه یافت. با وجود خساراتی در دوران نازی و شوروی، ۴۰–۳۰ درصد از بایگانی YIVO حفظ شد، و اکنون «بزرگترین مجموعه مطالب مربوط به زندگی یهودیان در اروپای شرقی موجود در جهان است».

## مؤسسه علمی ییدیش و تیپ

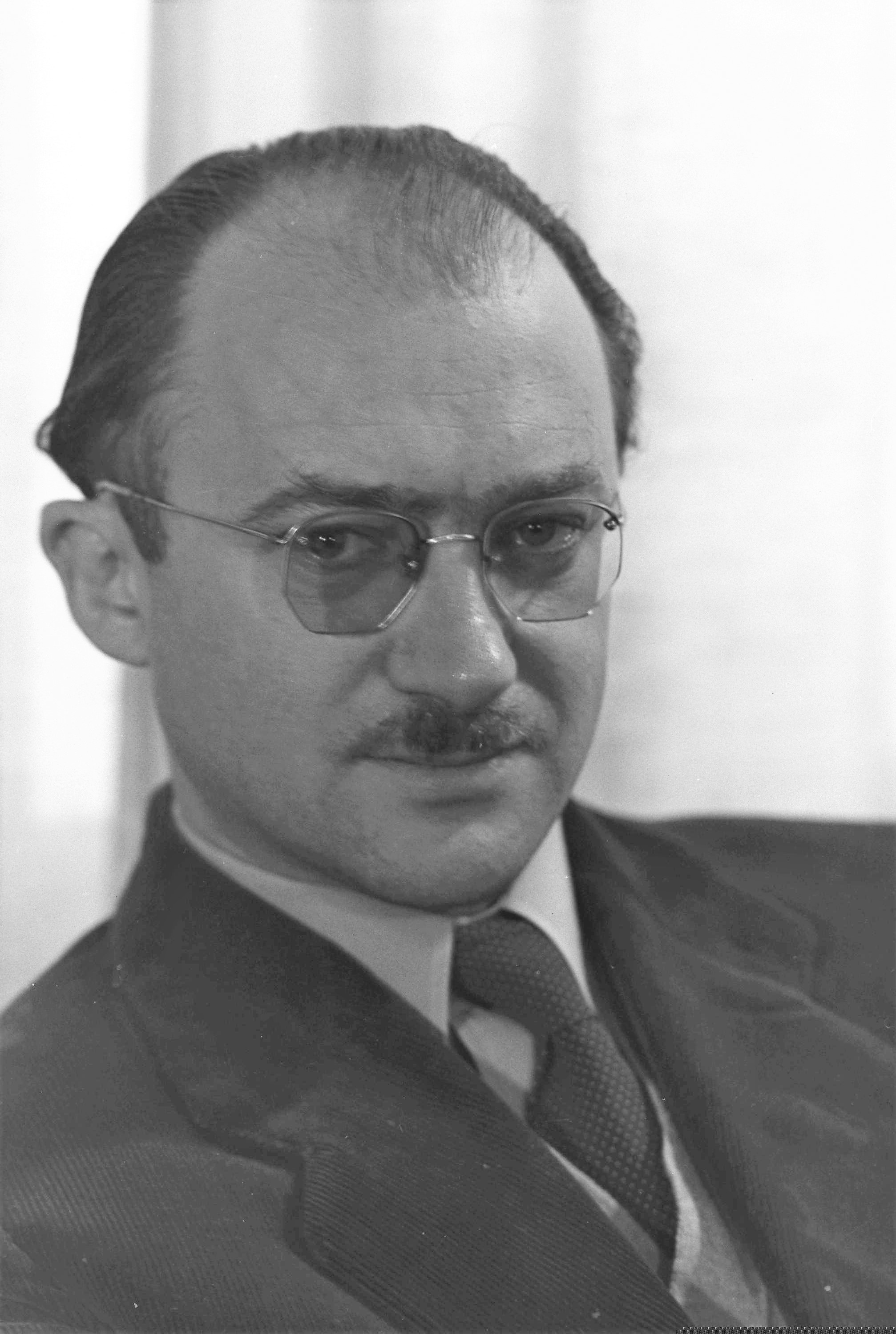
آبراهام ساتزکور، رهبر تیپ کاغذ، در ۱۹۵۰

پیش از جنگ جهانی دوم، شهر ویلنیوس (ویلنا) قطب فعالیت و یادگیری یهودیان بود، تا جایی که به «اورشلیم لیتوانی» لقب گرفت. این شهر به عنوان جایگاه اصلی سنت یهود و فرهنگ ییدیش دیده می‌شد و خانه YIVO بود؛ سازمانی که در سال ۱۹۲۵ برای حفظ و ترویج فرهنگ ییدیش تأسیس شد. YIVO مستقر در منطقه پوئولانکا، بایگانی گسترده‌ای از آثار به زبان ییدیش و سایر کتاب‌های مربوط به فرهنگ و تاریخ یهود را در مقر خود نگهداری می‌کرد. با تصرف ویلنا توسط نیروهای شوروی در ۱۹ سپتامبر ۱۹۳۹، این سازمان نخست در اختیار نیروهای شوروی قرار گرفت، سپس اجازه داده شد به شکل مستقل تحت نظارت لیتوانیایی‌ها فعالیت داشته باشد، و در ژوئن ۱۹۴۰ سرانجام توسط مؤسسه مطالعات لیتوانیایی که از سوی شوروی پشتیبانی می‌شد، جذب شود. علی‌رغم این تغییرات، بایگانی YIVO دست نخورده باقی ماند و با افزودن کتاب‌هایی که صاحبان آنها در اثر جنگ فرار کرده بودند، از برخی جهات گسترش یافت. با آغاز عملیات بارباروسا در سال ۱۹۴۱، نیروهای نازی به درون سرزمین‌های اشغالی شوروی پیشروی کردند و ویلنا را در ۲۴ ژوئن تصرف کردند.
اندکی بعد دکتر یوهانس پوهل، نماینده رایخس‌لایتر روزنبرگ تاسکفورس (RRT) - سازمان نازی که وظیفه دزدیدن یا نابودی اموال فرهنگی یهودیان را بر عهده داشت - برای بررسی بایگانی‌ها وارد ویلنا شد. وی دستور داد که ویلنا به عنوان یک مرکز جمع‌آوری مرکزی برای منطقه در نظر گرفته شود، و در آن نه تنها بایگانی‌های YIVO و سایر موسسات ویلنا، بلکه مجموعه‌های خصوصی از کاوناس، شولی، ماریامپوله، والوژین و شهرهای دیگر نیز گرد آورده شوند. نازی‌ها سپس در سال ۱۹۴۲ دفتر مرتب‌سازی آثار را تأسیس کردند تا از میان آثار بدست آمده، اقلام با کیفیت بالا را انتخاب کرده و به مؤسسه پژوهش روی مسئله یهود بفرستند: بقیه آثار می‌بایست خرد شوند. طبق دستورهای داده شده به RRT، تا بیشینه ۳۰ درصد از کارها با کیفیت بالا می‌توانستند باقی بمانند. برای اطمینان از انتخاب آثار مناسب، زندانیان یهودی گتو، عمدتاً افرادی که با YIVO کار کرده بودند، برای انجام کارهای مرتب‌سازی انتخاب شدند. این کارگران شامل زلیگ کالمانوویچ، اوما اولکنیکی، آبراهام ساتزکور، شمرکه کاچرگینسکی و خیکل لونسکی بودند.
این حقیقت که بایگانی‌های YIVO و مطالب مرتبط با آن به سوی نیستی می‌رفتند برای این کارگران به شدت دلهره‌آور بود. هرمان کروک در دفتر خاطرات خود می‌نویسد که آنها «اشک می‌ریختند … YIVO در حال مرگ است. گور دسته‌جمعیش [نیز] کارخانه بازیافت کاغذ است». کارگران با نام مستعار «تیپ کاغذ»، به سرپرستی ساتزکور و کاچرگینسکی، خرابکاری در برنامه‌های RRT را آغاز کردند. این تیپ در ابتدا تنها اقدام به مقاومت بدون خشونت با خودداری از کار، و خواندن کتاب‌ها با صدای بلند به جای از میان بردن آن‌ها، کردند - بعدها کاچرگینسکی و ساتزکور جلدهای شعرهایی را که به جای انجام کارهای مرتب‌سازی سروده بودند ، منتشر کردند. آن‌ها سپس، اقدام به قاچاق آثار به مکان‌های امن کردند. آن‌ها برخی از کتاب‌ها را هنگام بازگشت به خانه از دفتر مرتب‌سازی قاچاقی به خانه خود می‌بردند و در انبارهای داخل خانه‌ها، سنگرها و محفظه‌های مخفی در گتو پنهان می‌کردند؛ برخی دیگر به غیر یهودیان قابل اعتماد بیرون از گتو، از جمله کتابدار اونا شیمایته، تحویل داده می‌شدند، یا در اتاق زیر شیروانی ساختمان YIVO پنهان می‌شدند؛ جایی که به عنوان نقطه قاچاق سلاح برای مقاومت‌های مسلحانه نیز عمل می‌کرد. کتابچه‌های راهنمای نظامی، عمدتاً روسی، نیز شناسایی و به پارتیزان‌های یهودی در گتو ویلنا قاچاق می‌شد. با برچیده شدن گتو در سپتامبر ۱۹۴۳، کار فوری تیپ کاغذ به پایان رسید. بسیاری از اعضا توسط نازی‌ها کشته شدند، اما ساتزکور و کاچرگینسکی موفق به فرار شدند و در میان پارتیزان‌های یهودی پنهان شدند.

## بازیابی آثار پنهان‌شده

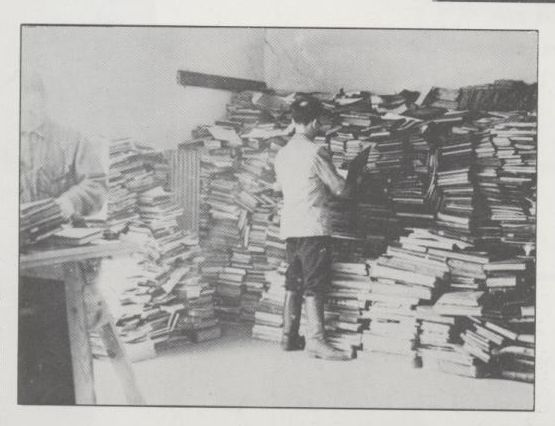
شمرکه کاچرگینسکی به همراه کتاب‌های نجات داده شده

پس از سقوط ویلنا از زیر حاکمیت نازی‌ها در ۱۳ ژوئیه ۱۹۴۴، ساتزکور به همراه یوستاس پالکیس به شهر بازگشت. این گروه به سرعت با عضویت کاچرگینسکی و ابا کوونر موزه یهودیان را در ۲۶ ژوئیه افتتاح کردند و آغاز به عضوگیری از هر کسی برای یافتن آثار پنهان‌شده کردند. نتایج آغازین متفاوت بودند: ساختمان YIVO با بمباران نابود شده بود و بزرگترین پنهانگاه در گتو ویلنا کمی پیش از عقب‌نشینی و سوزانده شدن توسط نیروهای آلمانی کشف شد. بسیاری از مخازن دیگر باقی مانده بودند و محلیانی که یهودیان به آنها آثاری برای پنهان کردن داده بودند به سرعت برای بازگرداندن آنها وارد شدند. اکتشافات اولیه شامل دفترچه خاطرات دست‌نویس تئودور هرتسل، تندیسی از داوود توسط مارک آنتوکولسکی و نامه‌های شولوم علیخم، ایتزاک لیب پرتز و بسیاری دیگر بود. کار اکتشافی آن‌ها به سرعت و با هیجان بسیار از سوی جوامع یهودی بازمانده از اروپای شرقی پیش رفت. بازگشت ساتزکور به روسیه در سال ۱۹۴۴ و به دنبال آن کوونر به فلسطین، کاچرگینسکی را مسئول پروژه موزه و بازیابی کرد.
اگرچه موزه در ظاهر توسط مقامات لیتوانیایی و شوروی پشتیبانی می‌شد، اما آنها منابع کمی را فراهم کردند، بودجه‌ای به برگزارکنندگان پروژه اختصاص داده نشد، و تنها ساختمانی سوخته درون گتو سابق را به عنوان مقر به آنها دادند. پس از پایان جنگ در سال ۱۹۴۵، مشخص شد که کار داوطلبان با اولویت‌های مقامات اتحاد جماهیر شوروی سازگاری ندارد؛ آن‌ها ۳۰ تن از مدارک و اسناد YIVO را سوزاندند، و با این خواسته که هرگونه کتابی که قرار بود در معرض دید عمومی قرار گیرد نخست می‌بایست توسط یک سانسورچی بازبینی شود؛ از بازگرداندن آثار فرستاده شده خودداری کردند. بر این اساس، کاچرگینسکی و دیگران آماده شدند که این مجموعه را دوباره قاچاق کنند - این بار به ایالات متحده، جایی که YIVO دفتر جدید خود را تأسیس کرده بود. داوطلبان کتاب‌ها را آن سوی مرز به لهستان بردند و از بریخا برای انتقال آنها به اروپای غیر شوروی کمک گرفتند. از آنجا بسیاری از مدارک به نیویورک رفتند. ساتزکور مقداری از آن‌ها را نگه داشت، که بعدها به کتابخانه ملی اسرائیل داده شدند.
موزه سرانجام توسط کاگ‌ب در سال ۱۹۴۹ تعطیل شد ؛ برخی از مدارک باقیمانده از میان رفت، در حالی که باقیمانده به بایگانی دولتی مرکزی لیتوانی، موزه دولتی یهود ویلنا گائون و کتابخانه ملی لیتوانی منتقل شدند. پس از سقوط اتحاد جماهیر شوروی، YIVO توانست با دولت لیتوانی مذاکره کند تا از حدود ۱۰۰٬۰۰۰ صفحه از این مدارک نسخه‌برداری کند. یک بایگانی دیگر، شامل ۱۵۰٬۰۰۰ سند، در سال ۱۹۹۱ پیدا شد که پیشتر توسط آنتاناس اولپیس در یک کلیسا پنهان شده بود. در کل، تخمین زده می‌شود که این تیپ ۳۰–۴۰ درصد از بایگانی‌های YIVO را نجات داده باشد. آثار اضافی - آثاری که به جای پنهان شدن توسط تیپ، مصادره شده بودند - در سال ۱۹۵۴ در ساختمان یک بانک سابق در وین کشف شد و به YIVO بازگردانده شد.